# Arrivée de la garde au Palais Royal I
Arrivée de la garde au Palais Royal I je francouzsko-švédský němý film z roku 1897. Režisérem byl Alexandre Promio (1868–1926). Film měl premiéru 3. července 1897 ve Stockholmu. Snímek byl jedním z prvních filmů natočených ve Švédsku.
Alexandre Promio pobýval na začátku léta 1897 asi dva týdny ve Švédsku, aby proslavil filmy bratrů Lumièrů. Při svém pobytu vytvořil 14 filmů a zaučil zde i prvního švédského tvůrce filmů Ernesta Flormana.

## Děj
Kamera, umístěná pod Stockholmským palácem, zachycuje průvod stráží, se kterým postupují civilisté. Za průvodem je muž táhnoucí vozík s nákladem a krátce po něm je vidět další muž s kočárem.